# Everton (Fußballspieler, 1996)
Everton (seltener auch Éverton), mit vollem Namen Everton Sousa Soares (* 22. März 1996 in Maracanaú), ist ein brasilianischer Fußballspieler. Der Rechtfüßer wird im Angriff zentral oder über links eingesetzt und steht beim CR Flamengo unter Vertrag.

## Karriere

### Verein
Everton begann im Alter von neun Jahren in den Schulmannschaften von Maracanaú mit dem Fußballspielen. Mit 14 Jahren wurde er beim São Bernardo FC aus der ABC-Region gesichtet, kehrte aber bereits nach einem Monat nach Fortaleza zurück. Dort spielte der Offensivspieler für den Fortaleza EC, wo bereits zuvor im Jugendbereich aktiv war. Im Rahmen der Copa Carpina 2012 in Pernambuco fiel Everton Spielerbeobachtern vom Grêmio FBPA auf. Der Klub lieh den Spieler zunächst aus und gliederte ihn in seinen Nachwuchsbereich ein. 2013 erwarb Grêmio dann 90 % der Transferrechte an Everton.
Bereits 2014 schaffte der Angreifer den Sprung in den Profikader. In seiner ersten Saison bestritt er sieben Spiele bei der Staatsmeisterschaft von Rio Grande do Sul und ebenso viele in der obersten brasilianischen Liga. Sein erstes Série-A-Spiel absolvierte er am 20. April 2014 gegen Athletico Paranaense, als er in der 78. Minute eingewechselt wurde. Das erste Ligator gelang Everton erst in der Folgesaison 2015, als er am 6. September 2015 in der 83. Minute das Tor zum 2:1-Entstand gegen den Goiás EC erzielen konnte.
Bei der Copa Libertadores 2016 lief er am 16. Februar 2016 gegen den Deportivo Toluca von Beginn an auf und debütierte auf internationaler Klubebene, kam mit der Mannschaft aber lediglich bis ins Achtelfinale. Dafür gewann der Stürmer mit Grêmio Ende des Jahres den nationalen Pokal. In der Folge fand Everton häufig Berücksichtigung auf der linken Außenbahn und holte zwischen 2017 und 2019 mit dem Team vier weitere Titel, darunter einmal die Copa Libertadores und die Recopa Sudamericana. Im August 2020 verließ Everton den Klub. Bis dahin bestritt er offizielle 274 Spiele (69 Tore), davon:
- Campeonato Brasileiro de Futebol: 137 Spiele / 36 Tore
- Staatsmeisterschaft von Rio Grande do Sul: 71 Spiele / 15 Tore
- Copa Libertadores: 37 Spiele / 10 Tore
- Copa do Brasil: 21 Spiele / 6 Tore
- Primeira Liga do Brasil: 4 Spiele / 1 Tor
- FIFA-Klub-Weltmeisterschaft: 2 Spiele / 1 Tor
- Recopa Sudamericana: 2 Spiele / 0 Tore

Everton ging nach Portugal, wo er bei Benfica Lissabon einen Kontrakt unterzeichnete. Sein Debüt für Benfica gab er am 15. September 2020 in der UEFA Champions League 2020/21. In dem Auswärtsspiel bei PAOK Thessaloniki stand er in der Startelf. In der Primeira Liga 2020/21 bestritt er sein erstes Spiel am 18. September 2020 auswärts gegen den FC Famalicão. Bei dem 5:1–Sieg erzielte er in der 21. Minute sein erstes Tor für den Klub und bereitete in der 52. Minute das 4:0 durch Rafa Silva vor.
Im Sommer 2022 wechselte er in seine brasilianische Heimat zum CR Flamengo. Am 19. Oktober 2022 konnte Everton mit dem Klub den Erfolg im Copa do Brasil 2022 feiern. Am 29. November folgte der Sieg in der Copa Libertadores 2022. Zu Beginn der Saison 2023 unterlag man in der Supercopa do Brasil dem amtierenden Meister SE Palmeiras. Im April wurde man Zweiter in der Staatsmeisterschaft von Rio de Janeiro und im September war in den Finalspielen der Copa do Brasil 2023 der FC São Paulo besser (0:1, 1:1). Dafür konnte 2024 die Staatsmeisterschaft gewonnen werden und im Copa do Brasil 2024 der fünfte Titelgewinn des Klubs über Atlético Mineiro mit 3:1 und 1:0. Für Everton war es der dritte Sieg im brasilianischen Pokal.

### Nationalmannschaft
Von Nationaltrainer Tite wurde Everton am 17. August 2018 in den Kader für die Freundschaftsspiele am 7. September 2018 gegen die USA und am 11. September 2018 gegen die Fußballnationalmannschaft von El Salvador in den Vereinigten Staaten berufen. Im Spiel gegen die USA wurde Everton in der 80. Minute für Neymar eingewechselt. Sein erstes Länderspieltor erzielte Everton im Auftaktspiel der Copa América 2019 gegen die Bolivianische Fußballnationalmannschaft. In dem Spiel wurde er in der 81. Minute für David Neres eingewechselt und erzielte in der 85. das Tor zum 3:0-Endstand. Mit der Mannschaft konnte er den Titel gewinnen und wurde mit drei Treffern Torschützenkönig. Wie der Peruaner Paolo Guerrero lieferte Everton auch eine Vorlage. Er benötigte dafür jedoch weniger Einsatzminuten während des Turniers und wurde daher aufgrund seiner höheren Effektivität mit dem Goldenen Schuh ausgezeichnet.

## Erfolge
Nationalmannschaft
- Copa América: 2019

Grêmio FBPA
- Copa do Brasil: 2016
- Copa Libertadores: 2017
- Recopa Sudamericana: 2018
- Staatsmeisterschaft von Rio Grande do Sul: 2018, 2019

Flamengo
- Copa do Brasil: 2022, 2024
- Copa Libertadores: 2022
- Staatsmeisterschaft von Rio de Janeiro: 2024
- Supercopa do Brasil: 2025

## Auszeichnungen
- Staatsmeisterschaft von Rio Grande do Sul - Mannschaft der Saison: 2018
- Staatsmeisterschaft von Rio Grande do Sul - Spieler der Saison: 2018
- Bola de Prata: 2018
- Torschützenkönig der Copa América: 2019
- Copa América 2019: Mannschaft des Turniers[14]